# 金重熙
金重熙（韓語：김중희，1984年9月8日—），另譯作金鐘熙，是一名韓國男演員。儿时在日本生活，在参演作品中流利自然日语讓觀眾誤以為是日本人。

## 演出作品

### 電視劇
- 2017年：tvN《犯罪心理》
- 2017年：tvN《名不虛傳》飾演 日本倭軍
- 2018年：tvN《陽光先生》飾演 李德文[3]
- 2019年：SBS《綠豆花》飾演 孫秉熙
- 2019年：東京電視台《孤獨的美食家跨年SP:成田-福岡-釜山出差篇》飾演 張氏
- 2020年：SBS《延遲的正義》飾演 金暻律[4]
- 2021年：tvN《Voice 4》飾演 具業振[5]
- 2021年：Apple TV+《Dr. Brain》飾演 壽司店師傅
- 2022年：SBS《解讀惡之心的人們》飾演 南圭太[6]
- 2023年：Disney+《Moving 異能》飾演 林在夕[7]
- 2024年：tvN《和我老公結婚吧》飾演 金景旭
- 2024年：SBS《财阀X刑警》飾演 朴在根（特别出演）
- 2024年：Coupang Play《家族计划》饰演 郑浩哲
- 2024年：Netflix《魷魚遊戲2》飾演 醫生
- 2025年：Netflix《魷魚遊戲3》飾演 醫生
- 2025年：Netflix《槍口彼端》飾演 王大賢

### 電影
- 2011年：《家族榮譽4：家門的受難》飾演 攤販老闆
- 2015年：《愛的禮讚》飾演 聲音出演
- 2015年：《戀愛的味道》飾演 小吃攤販
- 2016年：《代號：鐵鉻行動》飾演 朱賢弼
- 2017年：《軍艦島》飾演 山田[8]
- 2018年：《物怪》飾演 莫介
- 2018年：《揪團玩到掛》飾演 光浩
- 2018年：《毒梟》飾演 日本警察
- 2020年：《翻供》飾演 方政煥
- 2020年：《鋼鐵雨：深潛行動》飾演 政治部艦長
- 2022年：《機密同盟2》飾演 電信詐騙組織組長
- 2022年：《HERO》飾演 和田
- 2023年：《幻影》飾演 佐久間正[9]
- 2023年：《誆世巨作：蜘蛛窩新宇宙》飾演 具博士
- 2023年：《露梁：死亡之海》飾演 立花宗茂

## 外部連結
- 金重熙的Instagram帳戶
- 金重熙在NAVER上的资料
- 金重熙在韩国电影数据库（KMDb）上的資料（韓語）
- 金重熙在互联网电影资料库（IMDb）上的資料（英文）